# Карнунт
Карнунт  је староримски војни логор на раскрсници Ћилибарског пута са Дунавом, административног центра Горње Паноније, чије се музејске рушевине налазе у близини аустријског села Петронел-Карнунтум, на пола пута од Беч—Братислава. Процењује се да је становништво града Карнунта у римско доба било око 50 хиљада људи.
Пре римске колонизације Карнунт је био илирско-келтско насеље. 
Карнунт је служио као упориште за Римљане, посебно током Маркоманских ратова. Од тада су у Карнунтуму биле стациониране  XIV Парнијева легија и  XV Аполонова легија; постојало је пристаниште за дунавску флоту. У 4. веку, Карнунт су уништили Германи. Иако је логор делимично обновљен, више није добио некадашњи значај. 
У средњем веку су га коначно претворили Угари у рушевине.
Карнунт се више пута помиње од стране античких историчара. Овде је цар Марко Аурелије написао део свог дела „Προς εαυτον” („Разговори о себи”); Септимије Север је овде проглашен за цара. Године 308. одржан је чувени конгрес тетрарха у Карнунту.
У Карнунту су откривене и добро очуване рушевине гладијаторске школе. Била је окружена дебелим зидовима. Унутра је био читав комплекс зграда, међу којима се издваја мали циркус за обуку гладијатора. Откривено је и око 40 малих одаја, великих купатила, гробља, сала за обуку са грејаним подовима и разних управних зграда.

## Галерија
- Палата у Карнунту
- Капија у Карнунту
- Модел Карнунта
- Модел Карнунта у римско доба
- Гробница Карнунта
- Јупитерова статуа
- Терме